# Chlorochaeta dissessa
Chlorochaeta dissessa är en fjärilsart som beskrevs av Walker 1861. Chlorochaeta dissessa ingår i släktet Chlorochaeta och familjen mätare. Inga underarter finns listade i Catalogue of Life.